# 哈拉巴利
47°24′18″N 47°15′20″E / 47.40500°N 47.25556°E
哈拉巴利（俄语：Нарима́нов）是俄羅斯阿斯特拉罕州的一個城市，也是哈拉巴利縣的縣治。位於阿斯特拉罕西北142公里的阿赫圖巴河左岸。2002年人口18,296人。 
1974年設市。